# NGC 1802
NGC 1802 — рассеянное скопление в созвездии Тельца. Открыто Уильямом Гершелем в 1785 году. Описание Дрейера: «скопление, звёзды довольно разбросаны».
Этот объект входит в число перечисленных в оригинальной редакции «Нового общего каталога».

## Особенности наблюдения
Визуально в любительский телескоп при среднем увеличении скопление выглядит как россыпь из двух-трёх десятков звёзд с довольно большим разбросом по яркости, рассеянных в меридиональном направлении, слегка выделяющаяся на фоне звёзд поля. Наиболее яркие звёзды в скоплении имеют визуальный блеск около 9m. По мнению М. Браттона, объект с большой вероятностью является не истинным физическим скоплением, а астеризмом.